# Клокот (община)
Община Клокот (на сръбски: Општина Клокот, на албански: Komuna e Kllokotit) е община в Гнилянски окръг, Косово. Общата ѝ площ е 25,2 км2. Населението на общината е 2702 души, по приблизителна оценка за 2019 г. Неин административен център е село Клокот.
Общината фактически е миниатюрен сръбски анклав сред албанското население в Косово.

## Състав
В общината влизат само четири села:
- Клокот
- Върбовец
- Грънчар
- Могила

## История
Община Клокот е образувана съгласно Закона за административните граници на общините от 20 февруари 2008 година. Дотогава четирите селища са влизали в община Витина.